# Королівський ботанічний сад (Мельбурн)

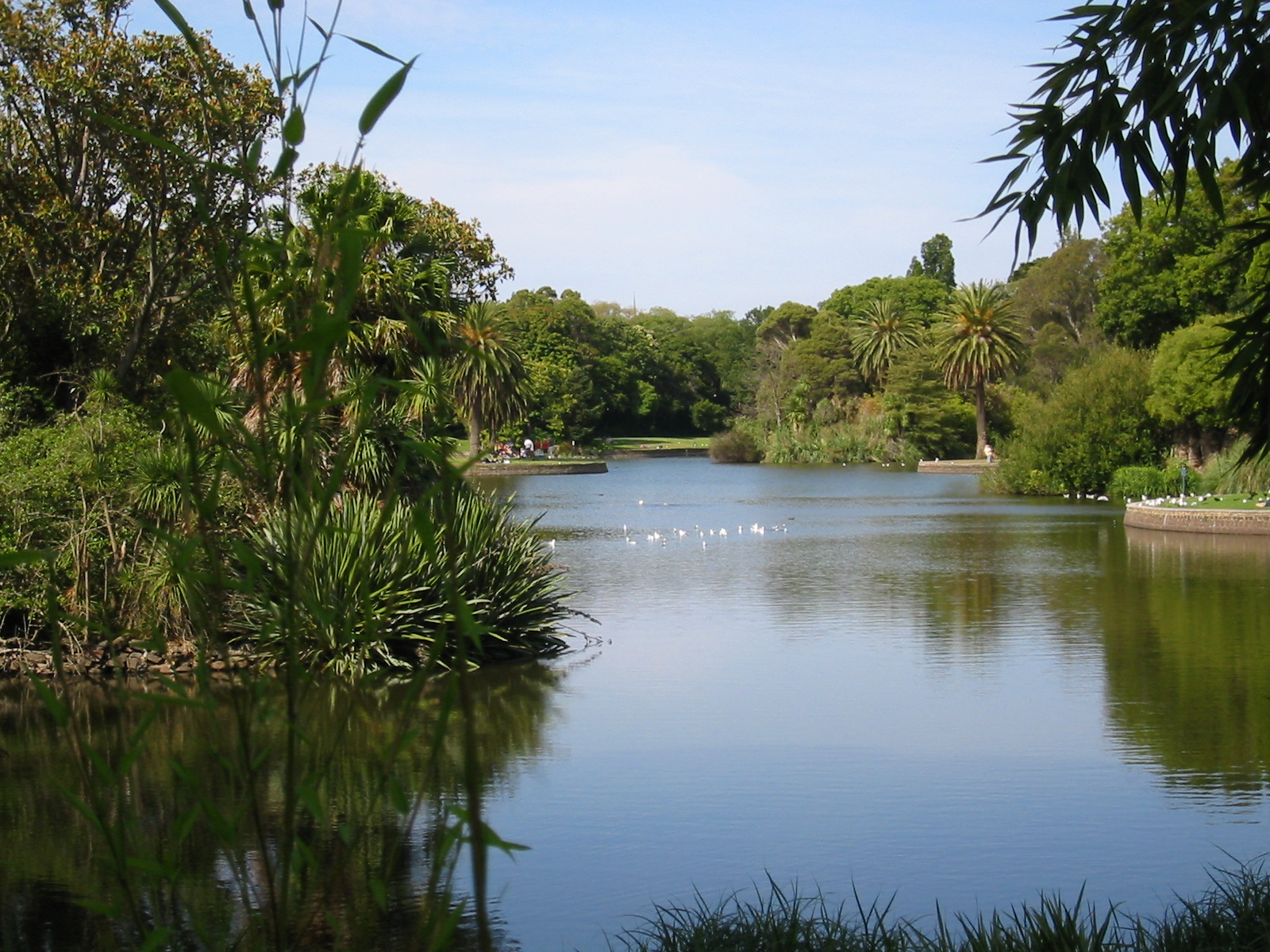
Ставок

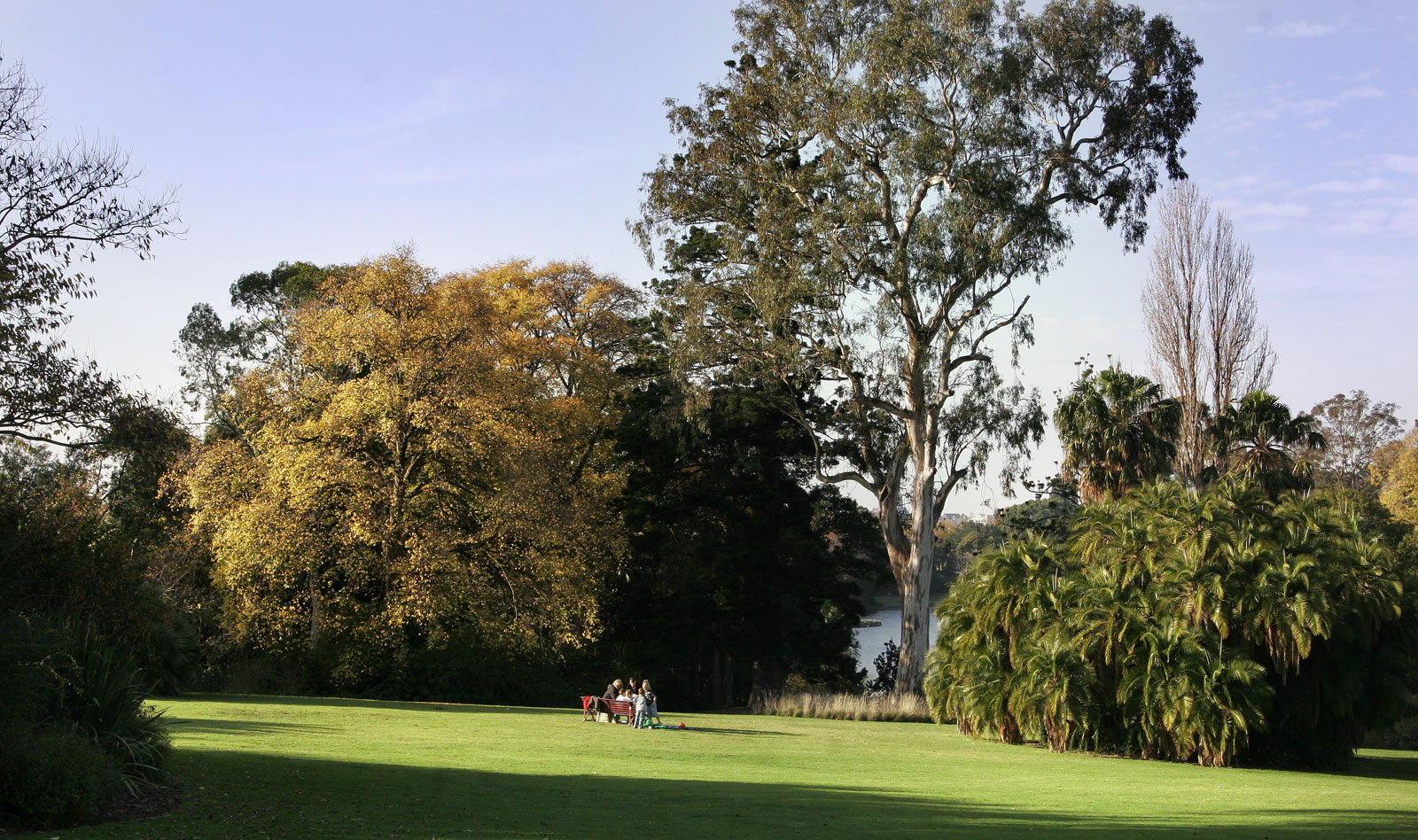
Зелена галявина

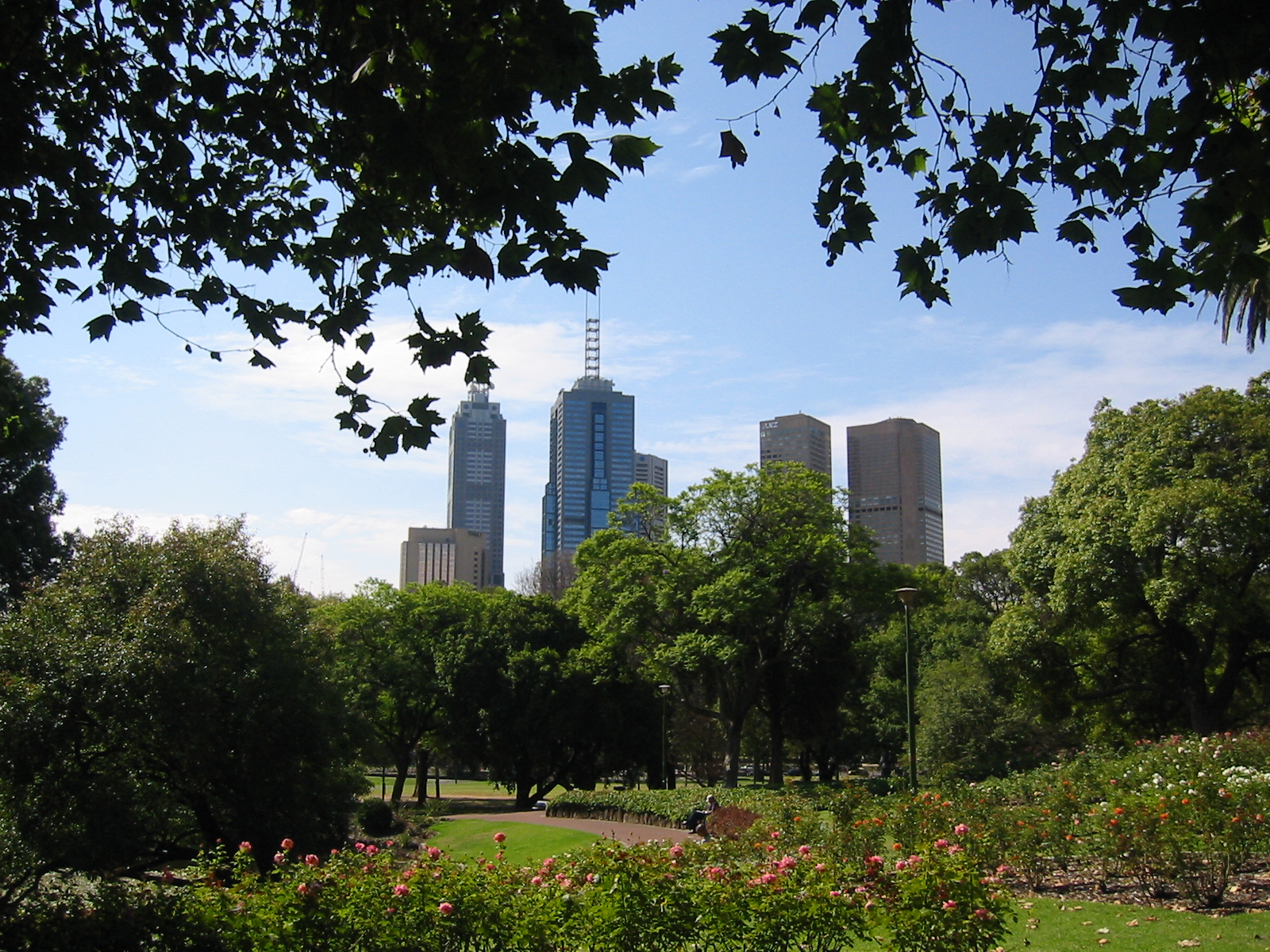
Вид на центр міста із Королівського ботанічного саду

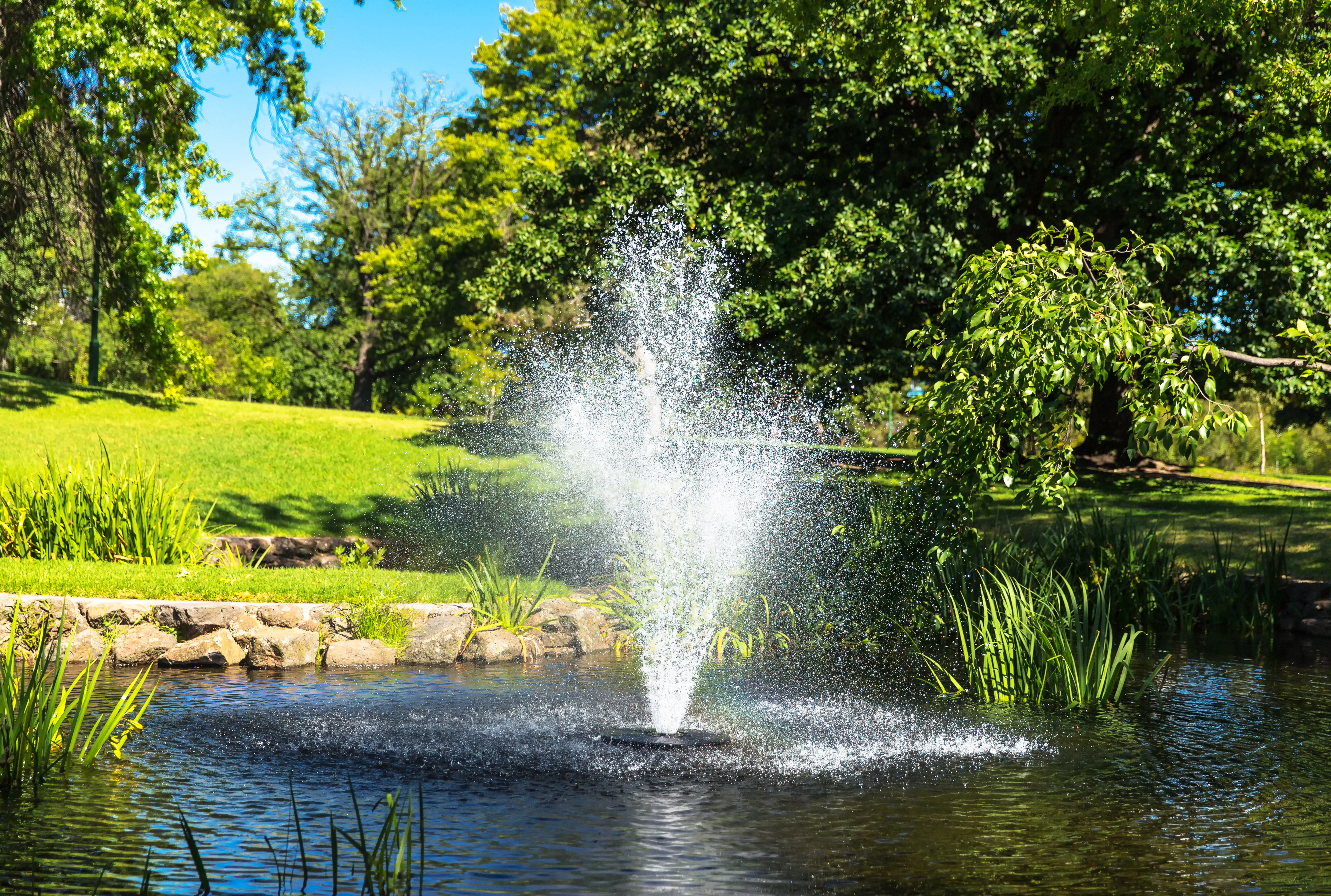
Фонтан у ставку

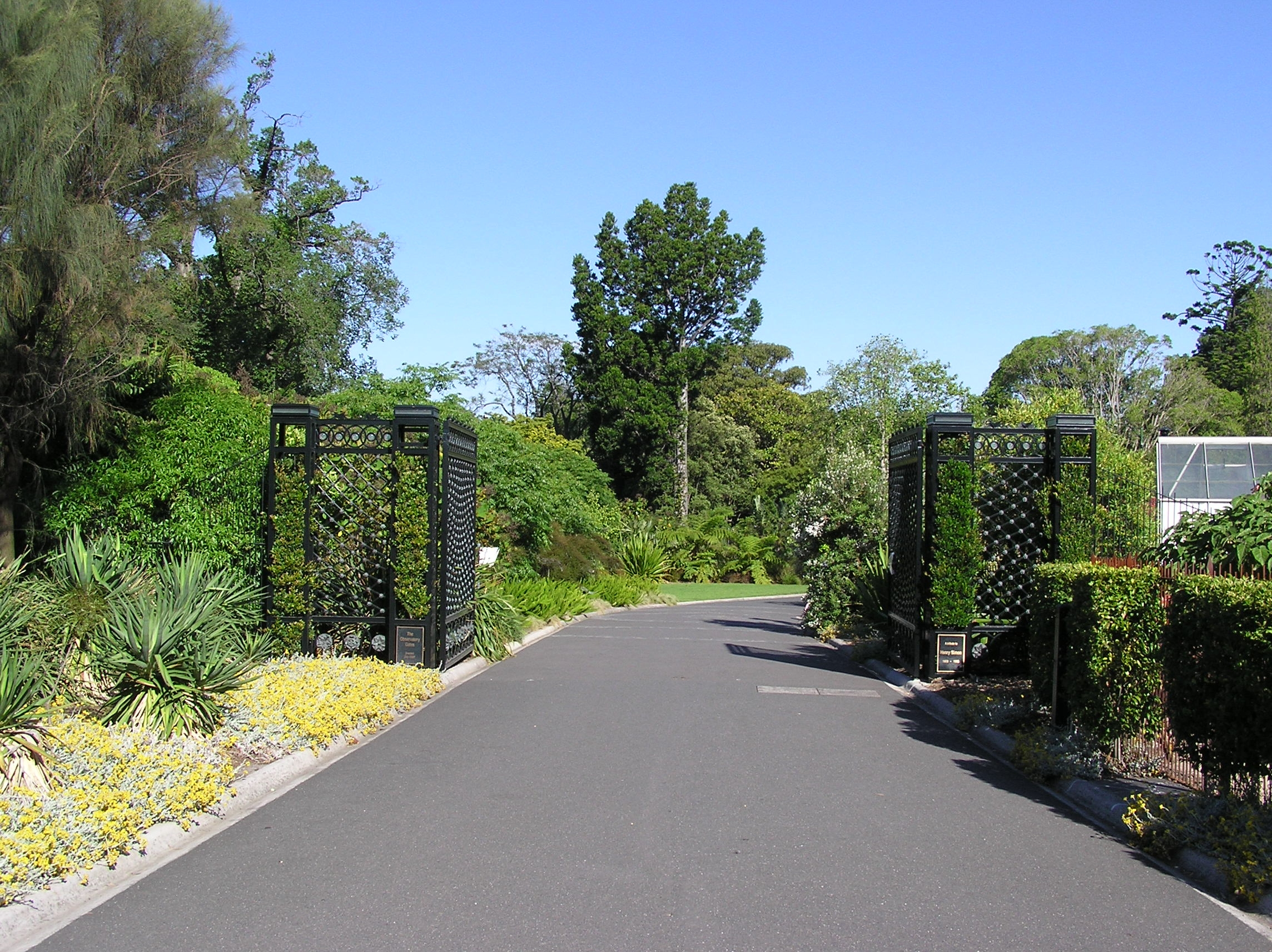
Головна брама Королівського ботанічного саду

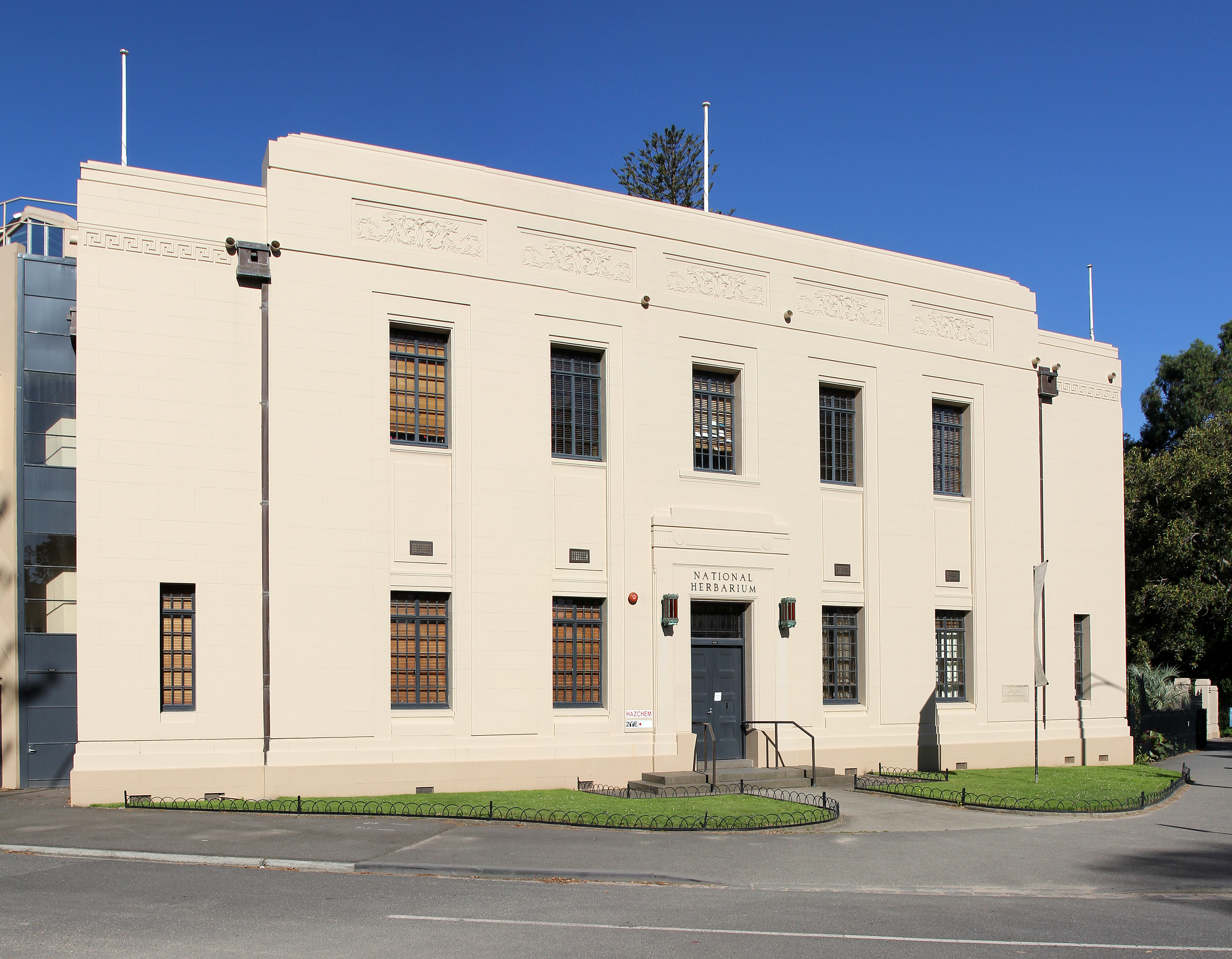
Будинок національного гербарію Вікторії

Королівський ботанічний сад (англ. Royal Botanic Gardens) — ботанічний сад у місті Мельбурн (штат  Вікторія, Австралія). Ботанічний сад є членом Міжнародної ради ботанічних садів з охорони рослин (BGCI) і має код MEL

## Загальні відомості
Ботанічний сад розташований в центрі міста на південному березі річки Ярра. На площі 38 гектарів росте понад 10 тисяч видів рослин. Ботанічний сад дуже мальовничий, численні ставки органічно вписані в зелень дерев, чагарників і галявин, по всьому саду прокладені звивисті пішохідні доріжки.
Відомий англійський письменник Артур Конан Дойл відвідав ботанічний сад і залишив такий захоплений відгук:
«Я не знаю який геній створив цей сад, але в результаті вийшло чергування дивно красивих картин, де квіти, кущі, великі дерева і водна гладь поєднуються незвичайно гармонійно. Зелені газони полого спускаються до гайків, забарвлених у різні тони, а ті в свою чергу схиляються над тихими ставками з красивими водними рослинами. Це місце не тільки прекрасно, але й повчально, так як до кожного дерева прикріплена його візитна картка і завдяки цьому з деревами легко познайомитися».
На території ботанічного саду знаходиться Національний гербарій Вікторії, в якому зберігається понад 1,2 мільйона висушених зразків рослин, а також бібліотека, що володіє великою колекцією книг, журналів і творів мистецтва.

## Історія
У 1846 році Чарльз Ла Троб вибрав місце для Королівського ботанічного саду в болотистій місцевості на березі річки Ярра.
У 1857 році першим директором ботанічного саду став Фердинанд Мюллер, який створив Національний гербарій Вікторії, описав близько 2 тисяч австралійських рослин, багато з яких були висаджені в ботанічному саду.
У 1873 році Вільям Джуілфойл став директором ботанічного саду і зробив сад більш мальовничим, що відрізняло його від інших ботанічних садів того часу. Джуілфойл додав в колекцію тропічних рослин і рослин помірних широт.
У 1877 році сер Едмунд Бартон, перший прем'єр-міністр Австралії та Джейн Росс одружились в Королівському ботанічному саду.

## Колекція
Колекція ботанічного саду розділена на такі відділи:
- Австралійський ліс (на цій ділянці виростають дерева і рослини характерні для австралійських лісів від Тасманії до Квінсленда, в тому числі Dianella tasmanica, Brachyscome multifida, Cordyline stricta, Viola hederacea, Elaeocarpus reticulatus, Toona ciliata, Banksia serrata, Banksia integrifolia, Corymbia citriodora, Agathis robusta).
- Колекція бамбука (виростають не тільки різні види бамбука — Bambusa balcoa, Bambusa multiplex 'Riviereorum' а й дуже старі екземпляри гігантських трав'яних дерев Xanthorrhoea australis висотою 6-8 метрів, увінчаних шапкою сіро-зеленого листя, частково відмерлих, частково живих, вище якої піднімаються стріли суцвіть, ці рослини є залишками первісної рослинності Австралії).
- Каліфорнійський сад (завдяки схожому ландшафту і клімату багато каліфорнійських рослин прекрасно себе почувають у Мельбурні, в тому числі Encelia californica, Gambelia speciosa, Garrya elliptica, Salvia apiana).
- Колекція кактусів та сукулентів (виростає 1100 рослин, в тому числі 100 рідкісних — Yucca brevifolia, Agave parviflora, Echinocactus grusonii та інші).
- Колекція камелій (Camellia nitidissima, Camellia reticulata, Camellia tsaii, Camellia grijsii і багато інших).
- Колекція араукарієвих (у тому числі Araucaria cunninghamii, Araucaria heterophylla, Araucaria bidwilli).
- Колекція саговникоподібних (Lepidozamia peroffskyana, Cycas revoluta, Macrozamia communis, Encephalartos altensteinii, Ceratozamia mexicana та інші).
- Колекція евкаліптів (понад 200 рослин, в тому числі Eucalyptus camaldulensis, Eucalyptus caesia, Eucalyptus pauciflora, Eucalyptus pulverulenta).
- Колекція папоротей (колекція розташована в природному яру по якому біжить струмок, завдяки цьому тут ідеальний мікроклімат для папоротей, тут представлені Asplenium australasicum, Doodia aspera, Asplenium oblongifolium, Dicksonia antarctica, Cyathea australis, Cyathea dealbata, Cyathea medullaris, Microsorum scandens, Doodia aspera, Blechnum nudum) .
- Сірий сад (в колекції представлені сріблясто-сірі рослини з усього світу, в тому числі Chrysocephalum apiculatum, Euphorbia rigida, Salvia discolor, Acacia argyrophylla).
- Сад лікарських та їстівних рослин (Lavandula angustifolia, Rosmarinus officinalis, Origanum vulgare, Thymus baeticus, Laurus nobilis, Melaleuca leucadendra та інші).
- Колекція орхідей (Caladenia robinsonii, Diuris fragrantissima, Diuris punctata, Caleana major та інші).
- Колекція рослин Нової Каледонії і інших островів південно-західної частини Тихого океану (Carpolepis laurifolia, Nothofagus codonandra, Astelia neocaledonica та інші).
- Колекція рослин Нової Зеландії (Arthropodium cirratum, Hebe speciosa, Phormium cookianum, Podocarpus totara, Sophora microphylla, Rhopalostylis sapida, Sophora microphylla, Cordyline australis та інші).
- Колекція дубів (виростає 40 видів дубів, в тому числі Quercus canariensis, Quercus ilex, Quercus macrocarpa, Quercus palustris, Quercus robur).
- Багаторічні трав'янисті рослини (Eucomis comosa (purple) , Bocconia arborea, Miscanthus sinensis, Dahlia та інші).
- Розарій (більше 100 видів і сортів, в тому числі Rosa xanthina, Rosa roxburghii і Rosa x odorata 'Mutabilis').
- Колекція рослин південного Китаю (Aspidistra elatior, Ophiopogon jaburan, Mahonia japonica, Trachycarpus fortunei, Camellia grijsii var. Grijsii та інші).
- Колекція рослин Південної Африки (Clivia miniata, Haemanthus coccineus, Cotyledon orbiculata var. Orbiculata, Erythrina acanthocarpa, Haemanthus coccineus та інші).
- Оранжерея тропічних рослин (Amorphophallus titanum, Stanhopea tigrina, Ceratozamia mexicana та інші).
- Колекція водних рослин (Bolboschoneus fluvitalis, Eleocharis sphacelata, Melaleuca ericifolia, Phragmites australis, Triglochin procera, Typha domingensis, Vallisneria australis та інші).

## Галерея

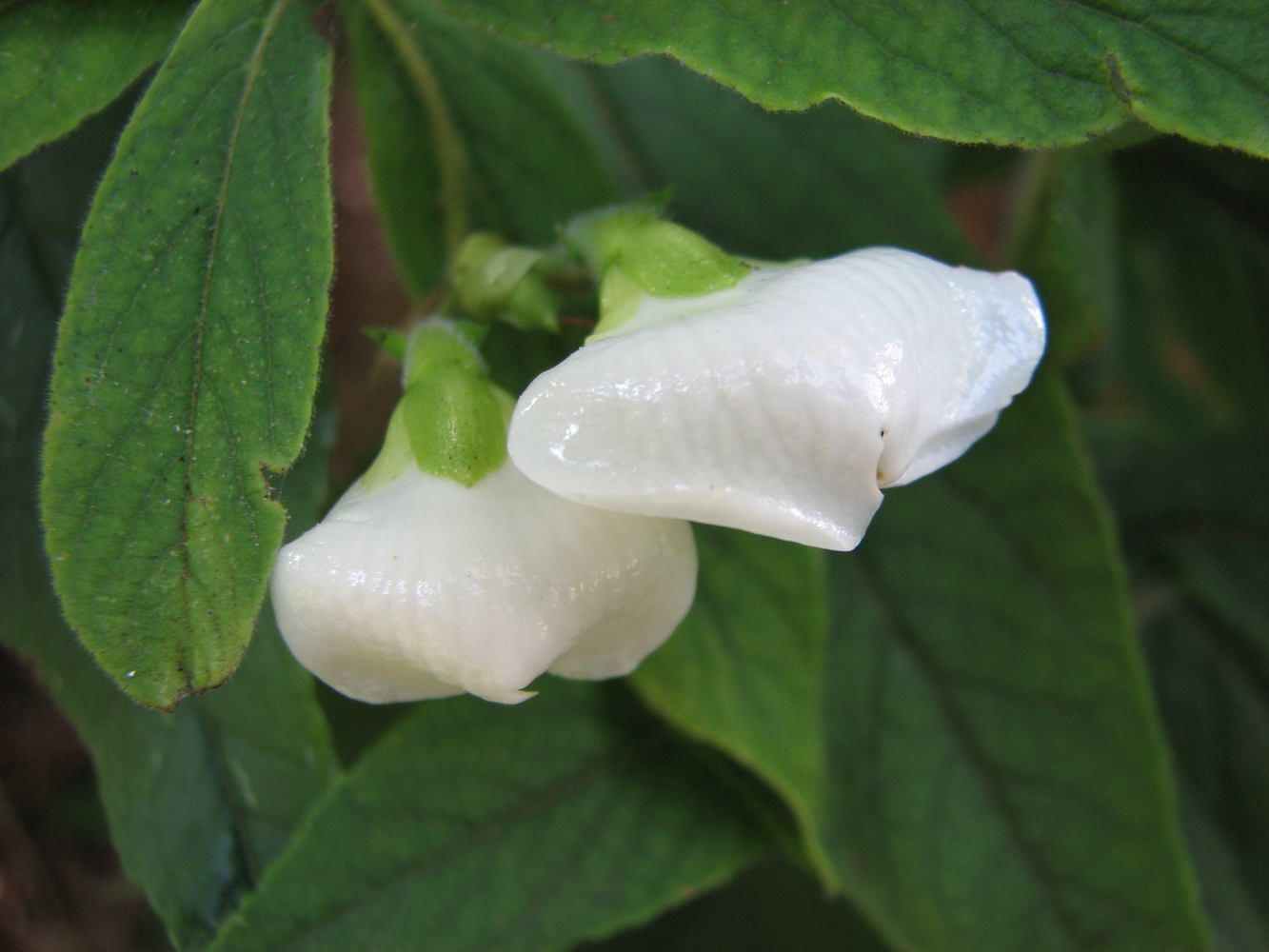
Bowkeria verticillata
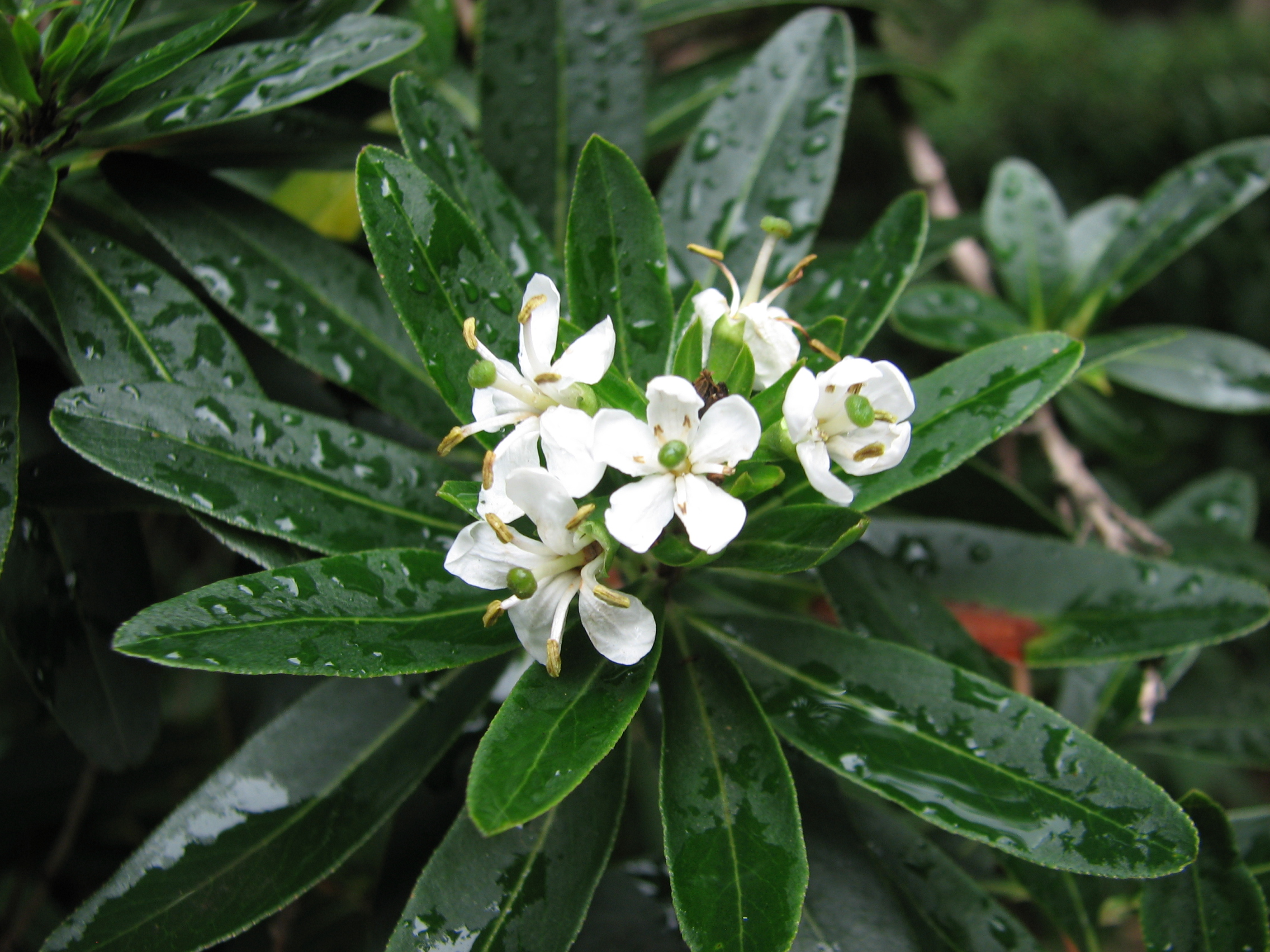
Escallonia bifida
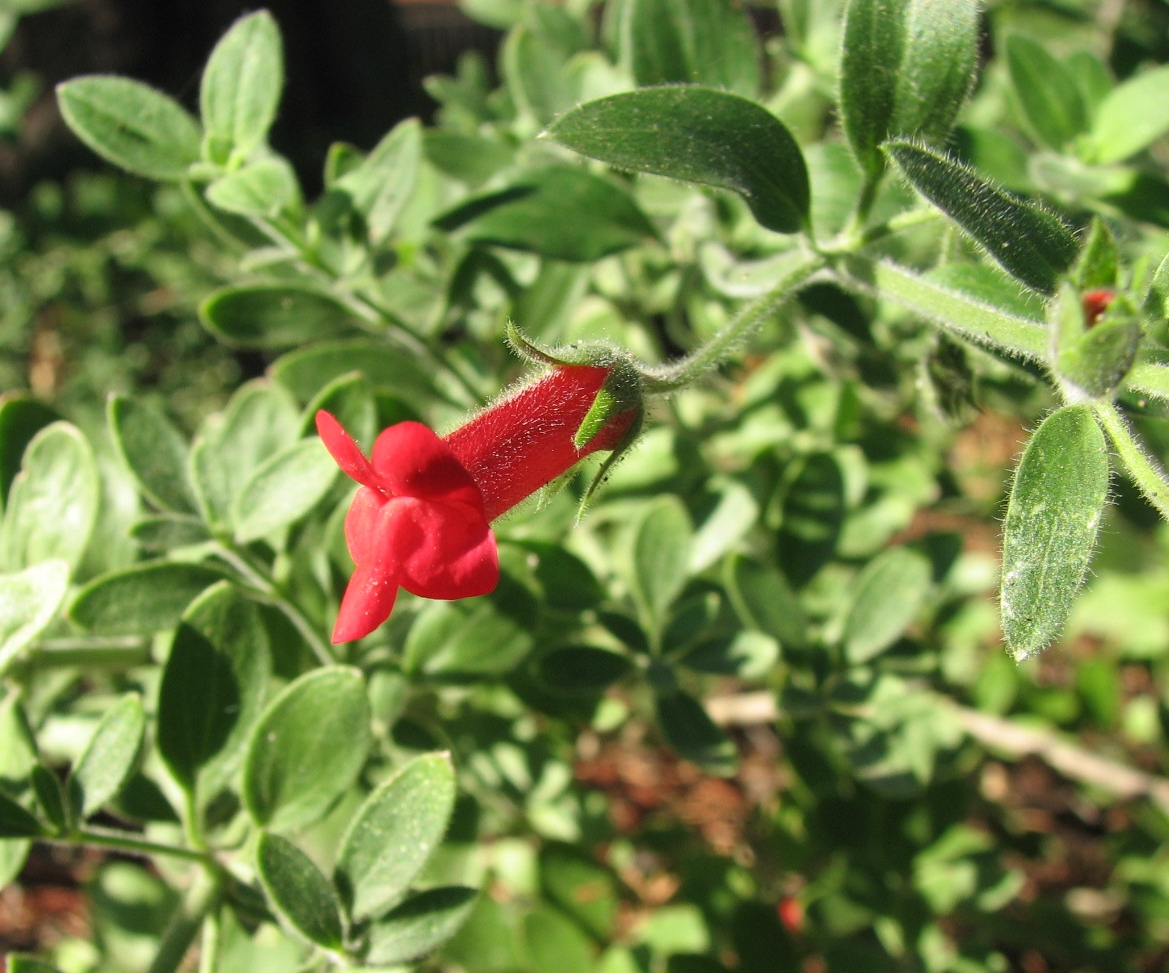
Galvezia speciosa
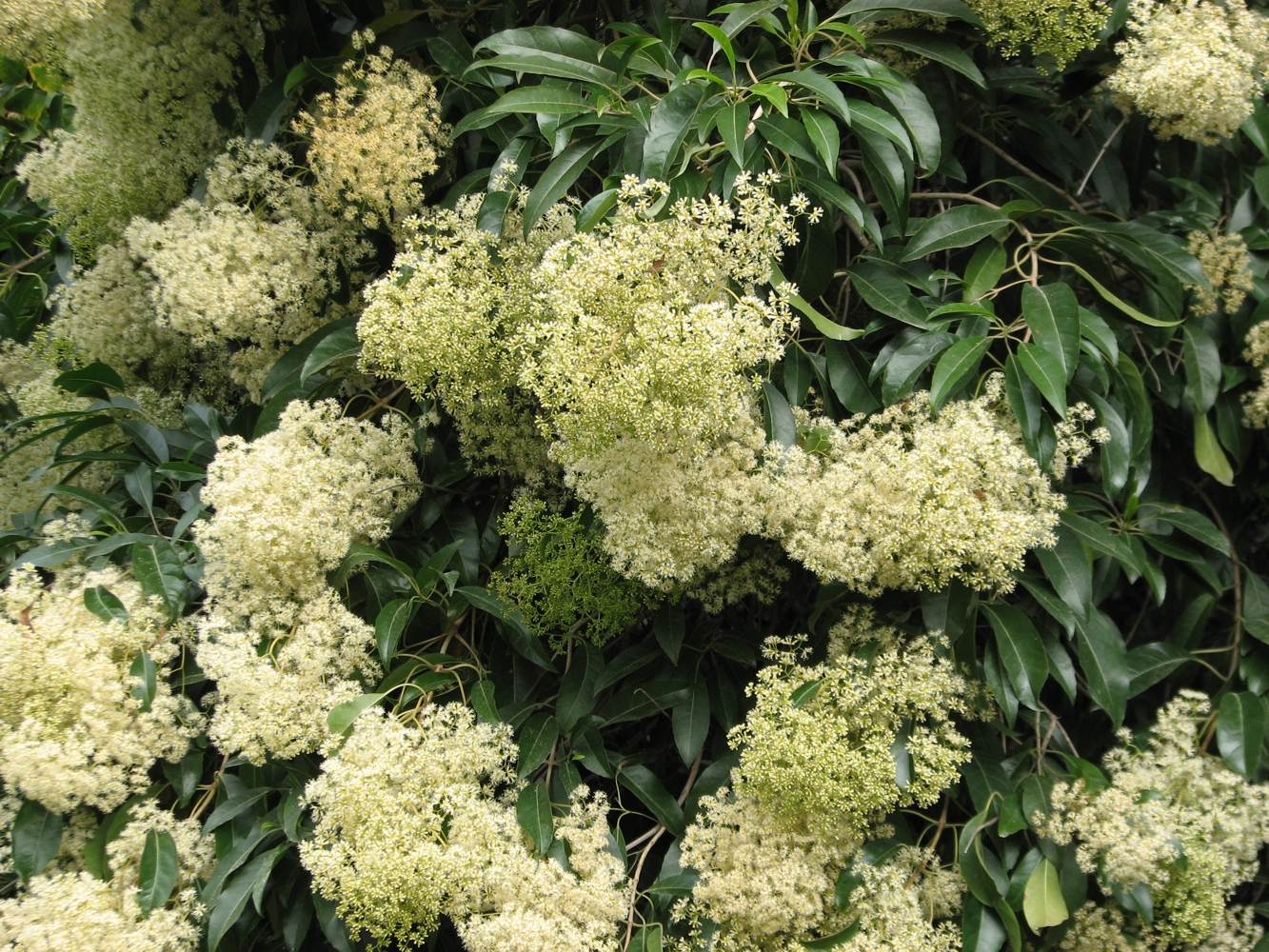
Nuxia floribunda
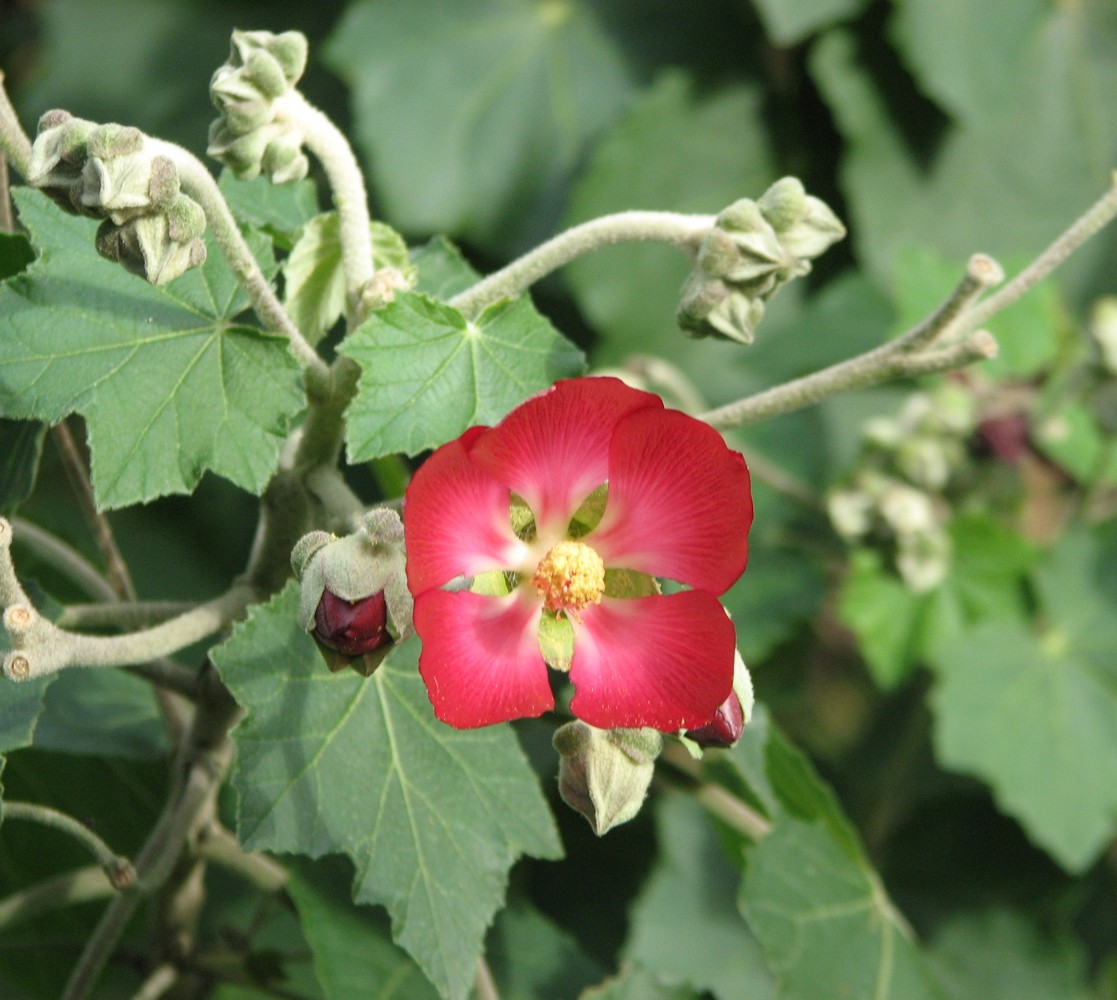
Phymosia umbellata
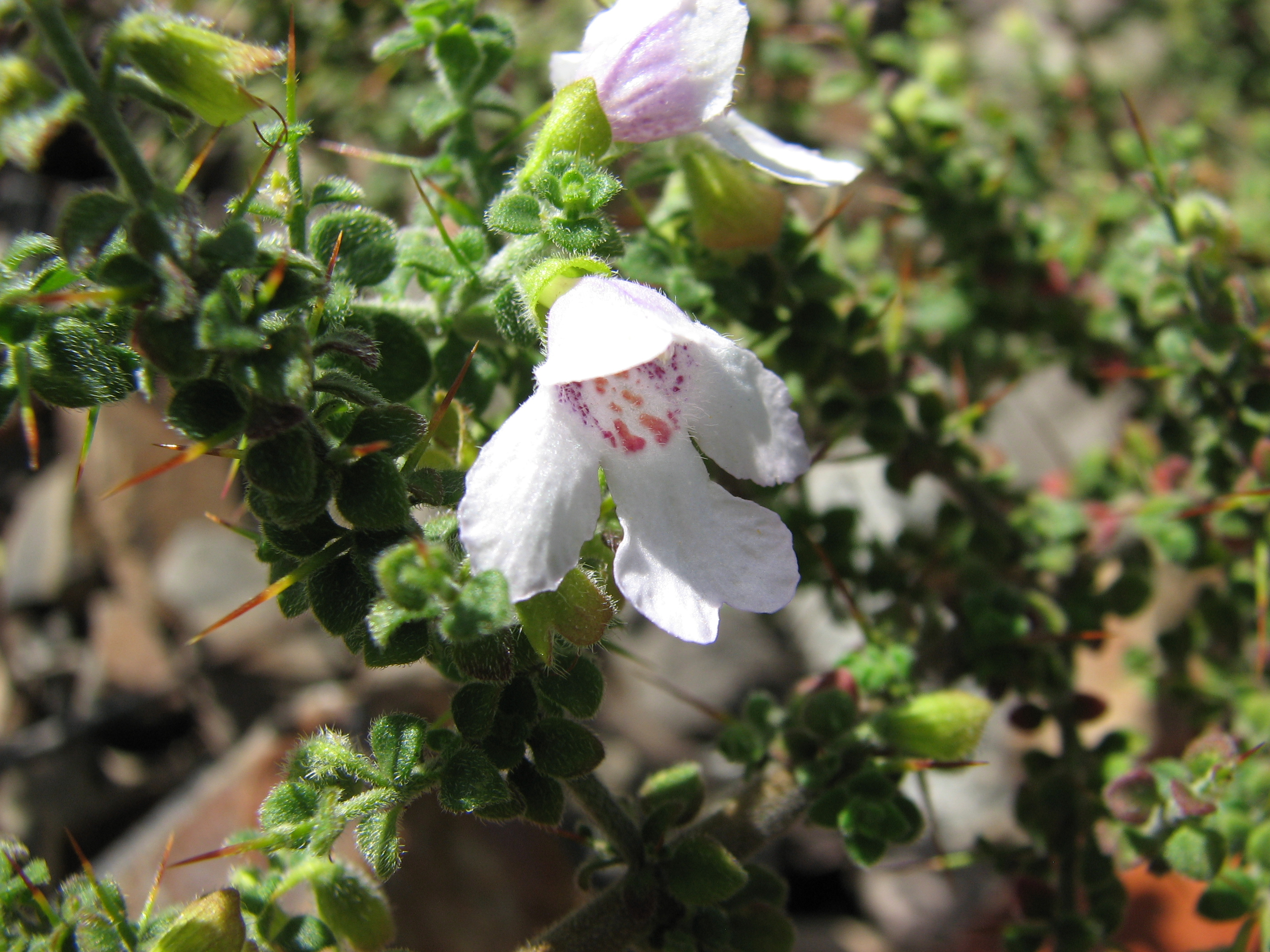
Prostanthera arapilensis
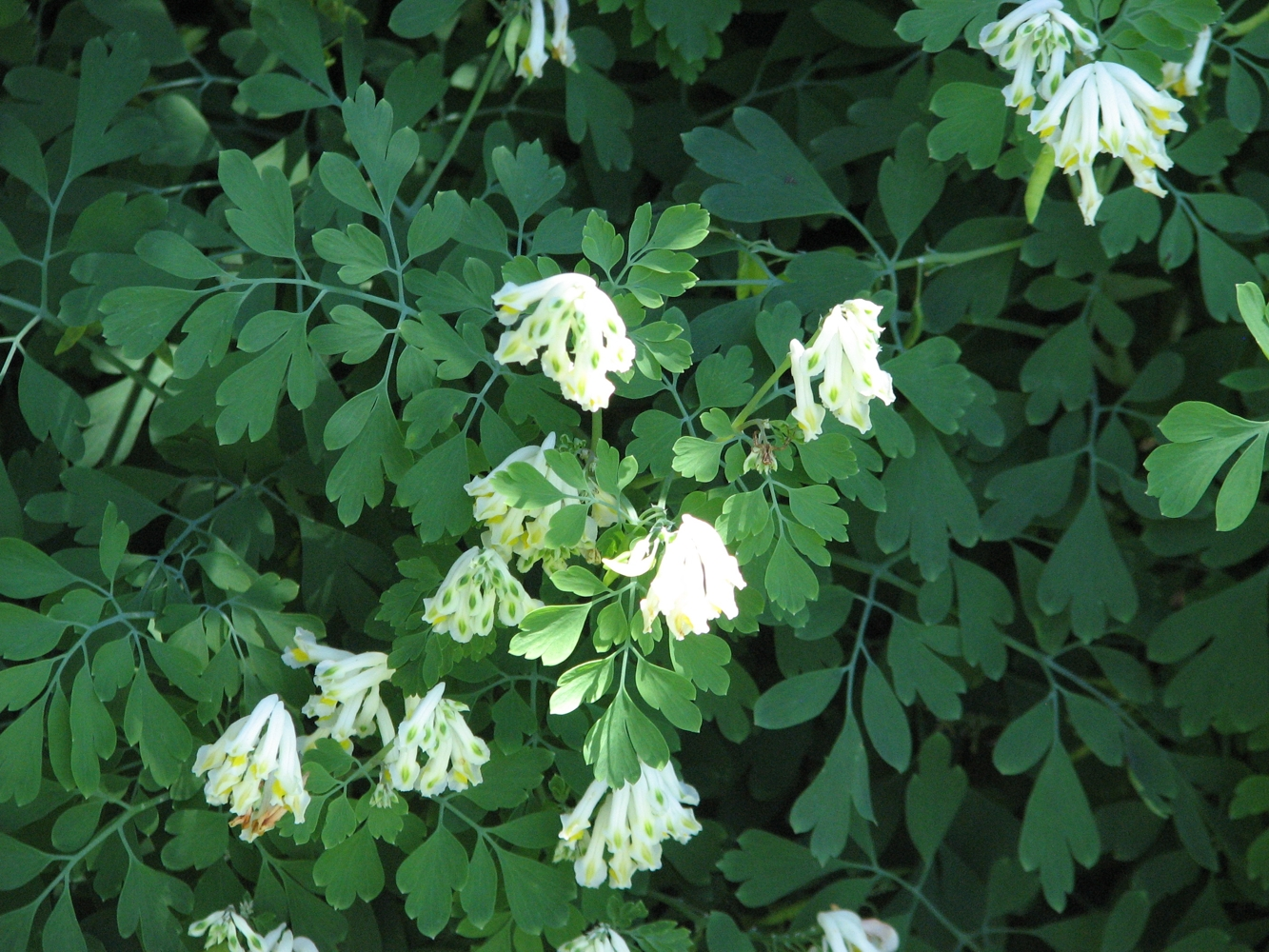
Pseudofumaria alba